# Syzygium diospyrifolium
Syzygium diospyrifolium är en myrtenväxtart som först beskrevs av Nathaniel Wallich och John Firminger Duthie, och fick sitt nu gällande namn av S.N.Mitra. Syzygium diospyrifolium ingår i släktet Syzygium och familjen myrtenväxter. Inga underarter finns listade i Catalogue of Life.